# إيرفن باركر
إيرفن باركر (بالإنجليزية: Ervin Barker)‏ هو واثب عالي أمريكي، ولد في 2 يونيو 1883 في كريسكو في الولايات المتحدة، وتوفي في 1961.

## وصلات خارجية
- إيرفن باركر على موقع أوليمبيديا (الإنجليزية)